# Демократическа партия на регионите
Демократическата партия на регионите (на турски: Demokratik Bölgeler Partisi; на кюрдски: Partiya Herêman a Demokratîk, DBP) е социалдемократическа кюрдска политическа партия в Турция. Тя е основана на 11 юли 2014 г. Нейни председатели са Камуран Юксек и Себахат Тунджел.
Партията поддържа добри отношения с Демократичната партия на народите, като на местните избори през 2014 г. участват заедно.